# Lionel Edwards Atherton
Lionel Edwards Atherton (Valparaíso, 28 de junio de 1888-Viña del Mar, 24 de abril de 1948) fue un ingeniero y político radical chileno. 

## Vida
Hijo de Enrique Edwards Garriga e Isabel Atherton Goñi. Estudió en el Colegio Mackay de Valparaíso, en el Colegio de los Sagrados Corazones de Santiago y en la Escuela Militar. Hizo estudios en Estados Unidos, donde se graduó de ingeniero. 

### Matrimonios
Contrajo matrimonio con Carolina Orrego Salazar, en Copiapó (1916), en segundas nupcias casó con su cuñada, Esther Orrego Salazar, en Santiago (1926), con quien tuvó a María Ester Edwards Orrego. Volvió a contraer matrimonio por tercera vez, con Eliana Dumás Sotomayor (1943).

## Vida pública
Trabajó en actividades mineras desde su juventud, en la zona de Copiapó. Fue administrador del Ferrocarril Trasandino por Antuco, además fue agricultor propietario de los fundos “El Naranjo” y “Relbún”, en San Carlos.
Militante del Partido Radical, fue nombrado delegado a la junta central de su colectividad (1933), presidente del Congreso Industrial de Santiago (1935) y vicepresidente nacional del Partido Radical (1936). 
Elegido diputado por la 17.ª agrupación departamental, correspondiente a las comunas de Talcahuano, Tomé, Concepción y Yumbel  (1937-1941), participando de la comisión permanente de Economía y Comercio. Reelegido por la misma circunscripción (1941-1945), en esta oportunidad formó parte de la comisión de Minería e Industrias.
Nuevamente diputado por la misma 17.ª agrupación departamental (1945-1949, integrando la comisión de Agricultura y Colonización. Sin embargo, dejó de existir el 24 de abril de 1948, al restar menos de once meses para la siguiente elección parlamentaria, y de acuerdo a lo consagrado por la Constitución de 1925, no se procedió a llenar la vacante.